# スウィッチフット
スウィッチフット (Switchfoot) は、1996年に結成されたアメリカ合衆国カリフォルニア州サンディエゴ出身のオルタナティヴ・ロックバンド。

## 概要
1997年にインディペンデントレーベルにより『The Legend Of Chin』でデビュー後、1999年に『New Way To Be Human』、2000年に『Learning To Breathe』と次々とアルバムをリリースし、2001年度のグラミー賞にノミネートされるまで成長した。レコード会社による争奪戦の末、コロンビア・レコーズと契約し、3年の歳月をかけてメジャー・デビュー・アルバム『The Beautiful Letdown』を2003年2月に発表。2年間で250公演という精力的な全米ツアーを行い、シングル「Meant To Live」と「Dare You To Move」がチャートでトップ５入りした。穏やかにチャートを昇りつづけた結果、ビルボードのアルバム・チャートで16位まで浮上、アルバム発売後113週連続ランクインし、ダブル・プラチナ・ディスクを獲得、売上げも260万枚を突破するロングランヒットとなった。
エネルギッシュなライブが有名で、ポップやインダストリアルをルーツとしたスウィッチフット独自のサウンドはメロディー重視でありながらエレクトロニックを試しつつ、リフを激しく使ったギター遣いが特徴である。そんな中にバラードも織り込ませている。

## メンバー
- ジョン・フォーマン (Jon Foreman)：1976年10月22日生まれ。ボーカル、ギター担当。
- ティム・フォーマン (Tim Foreman)：1978年8月15日生まれ。ベース、バック・ボーカル担当。ジョンの実弟。
- チャド・バトラー (Chad Butler)：1974年3月24日生まれ。ドラム、パーカッション担当。
- ジェローム・フォンタミラス (Jerome Fontamillas)：6月20日生まれ。ギター、キーボード、バック・ボーカル担当。

## 元メンバー
- ドリュー・シャーリー (Drew Shirley)：1974年4月3日生まれ。ギター、バック・ボーカル担当。

## プロフィール

### バンド名の由来
ジョン・フォーマンによると「スウィッチフット」とはサーフィン用語で、バンドのメンバーが全員サーフィン好きなのでしっくりきたネーミングだったらしい。「スウィッチフット」は足を切り替えるという意味で、サーフィンでは軸足を切り替え反対を向くことで新しい体勢をとることを指す。つまり変化と動きを意味し、人生や音楽に対する新しいアプローチと捉えることができる。

### 初期 (1996年 - 2002年)
1996年にチン・アップ（Chin Up）（上を向いて、の意）という名でフォーマン兄弟とバトラーの3人で結成。インディペンデントレーベルの「Re:think」との契約を機にスウィッチフットに改名。レーベル「Re:think」所属中に３作発表するが、1stアルバムリリース前に「Re:think」がキリスト教関連会社「Sparrow Records」に買収されたため、当初はコンテンポラリー・クリスチャン・ミュージックという狭いジャンル内でしか流通しなかった。
3作目『Learning to Breathe』が成功を収め、RIAAからゴールド認定され、グラミー賞でベスト・ロック・ゴスペル・アルバム部門でノミネートされた。
2002年、映画ウォーク・トゥ・リメンバーの中でスウィッチフットの曲が多用され、サントラにバンドメンバーが登場した。このことをきっかけにスウィッチフットは大手レコード・レーベルから注目を集めるようになり、争奪戦の末、コロンビア・レコーズ／ソニーBMGと契約した。
2004年にはインディーズ時代の3作から集めたコンピレーション・アルバム『The Early Years: 1997-2000』を発表。

## ディスコグラフィ

### アルバム
| 1997                                      | The Legend of Chin             | - 発売日: 1997年6月17日 - レーベル: Re:Think, Sparrow - フォーマット: CD, cassette, digital download                               | —  | —  | —  | —  | —  | —   |                                   |
| 1999                                      | New Way to Be Human            | - 発売日: 1999年3月11日 - レーベル: Re:Think, Sparrow - フォーマット: CD, digital download                                         | —  | —  | —  | —  | —  | —   |                                   |
| 2000                                      | Learning to Breathe            | - 発売日: 2000年9月26日 - レーベル: Re:Think, Sparrow - フォーマット: CD, digital download                                         | —  | —  | —  | —  | —  | —   |                                   |
| 2003                                      | The Beautiful Letdown          | - 発売日: 2003年2月25日 - レーベル: Columbia, Red Ink, Sony - フォーマット: CD, digital download - 全米売上: 270万枚               | 16 | 45 | —  | —  | —  | —   | - US: 2× プラチナ - CAN: ゴールド |
| 2005                                      | Nothing Is Sound               | - 発売日: 2005年9月13日 - レーベル: Columbia, Red Ink, Sony, Sparrow - フォーマット: CD, LP, digital download - 全米売上: 54.9万枚 | 3  | 25 | 20 | 73 | 31 | —   | - US: ゴールド                    |
| 2006                                      | Oh! Gravity.                   | - 発売日: 2006年12月26日 - レーベル: Columbia, Red Ink, Sony, Sparrow - フォーマット: CD, digital download - 全米売上: 26.2万枚    | 18 | 74 | —  | —  | —  | —   |                                   |
| 2009                                      | Hello Hurricane                | - 発売日: 2009年11月10日 - レーベル: lowercase people, Atlantic - フォーマット: CD, LP, digital download - 全米売上: 23万枚        | 13 | —  | —  | —  | 13 | —   |                                   |
| 2011                                      | Vice Verses                    | - 発売日: 2011年9月27日 - レーベル: lowercase people, Atlantic - フォーマット: CD, LP, digital download - 全米売上: 18.8万枚       | 8  | 62 | 30 | —  | 31 | 127 |                                   |
| 2014                                      | Fading West                    | - 発売日: 2014年1月14日 - レーベル: lowercase people, Atlantic - フォーマット: CD, LP, digital download - 全米売上: 9.7万枚        | 6  | 50 | 12 | —  | 27 | —   |                                   |
| 2016                                      | Where the Light Shines Through | - 発売日: 2016年7月8日 - レーベル: Vanguard - フォーマット: CD, LP, digital download                                               | 10 | 34 | 20 | —  | —  | —   |                                   |
| "—"は未発売またはチャート圏外を意味する。 |                                | |    |    |    |    |    |     |                                   |